# Lerista nichollsi
Lerista nichollsi este o specie de șopârle din genul Lerista, familia Scincidae, descrisă de Loveridge 1933. Conform Catalogue of Life specia Lerista nichollsi nu are subspecii cunoscute.